# Barber Motorsports Park
Barber Motorsports Park is een racecircuit gelegen in de Amerikaanse stad Birmingham in de staat Alabama. Het heeft een lengte van 3,7 km en het werd geopend in 2003. Het circuit is genoemd naar de oprichter, George Barber. Er worden onder meer races gehouden uit de Rolex Sports Car Series en het AMA Suberbike kampioenschap. Vanaf 2010 wordt er een race gehouden uit de IndyCar Series.

## Museum en sculpturen

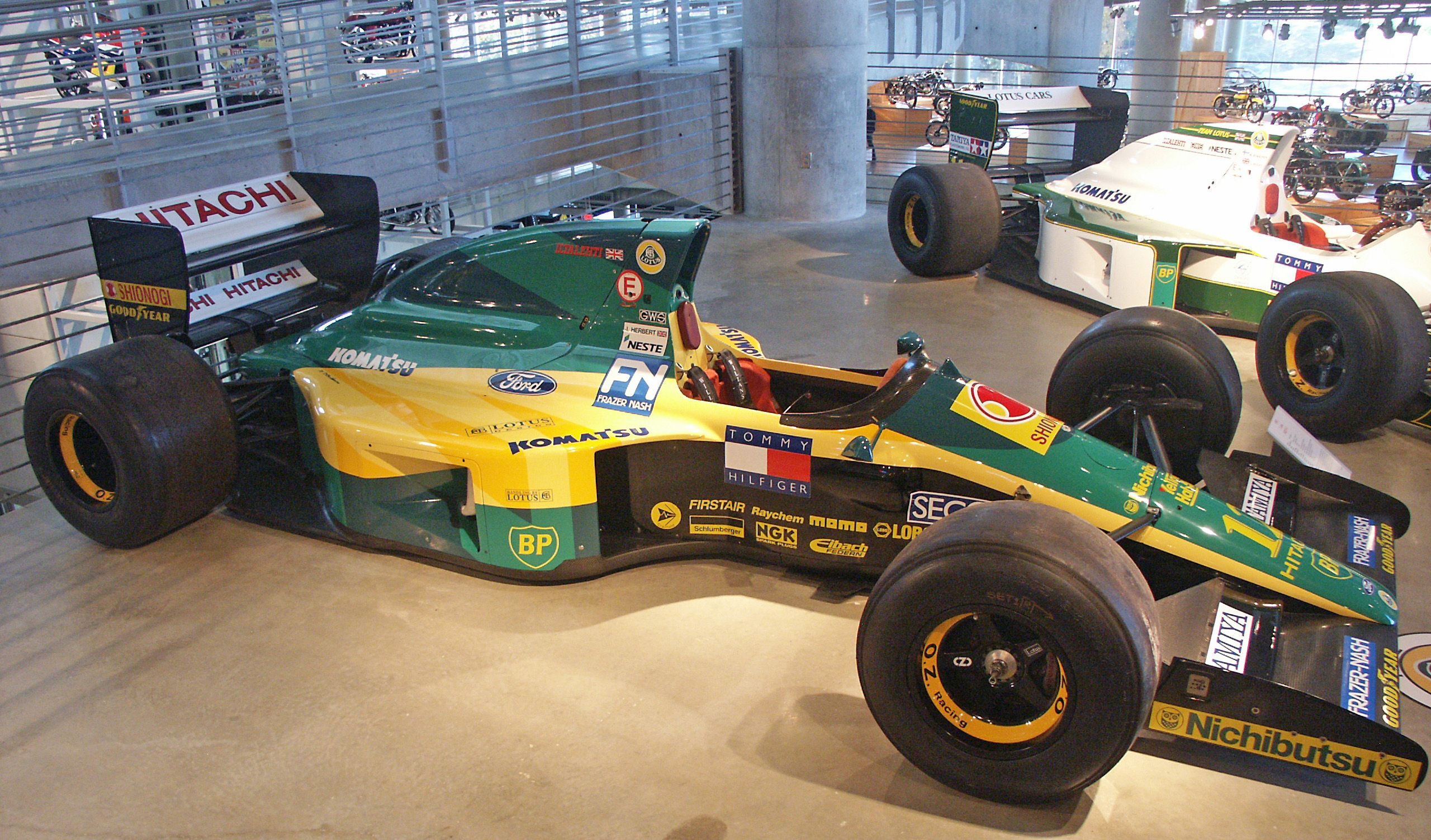
Barber Vintage Motorsports Museum

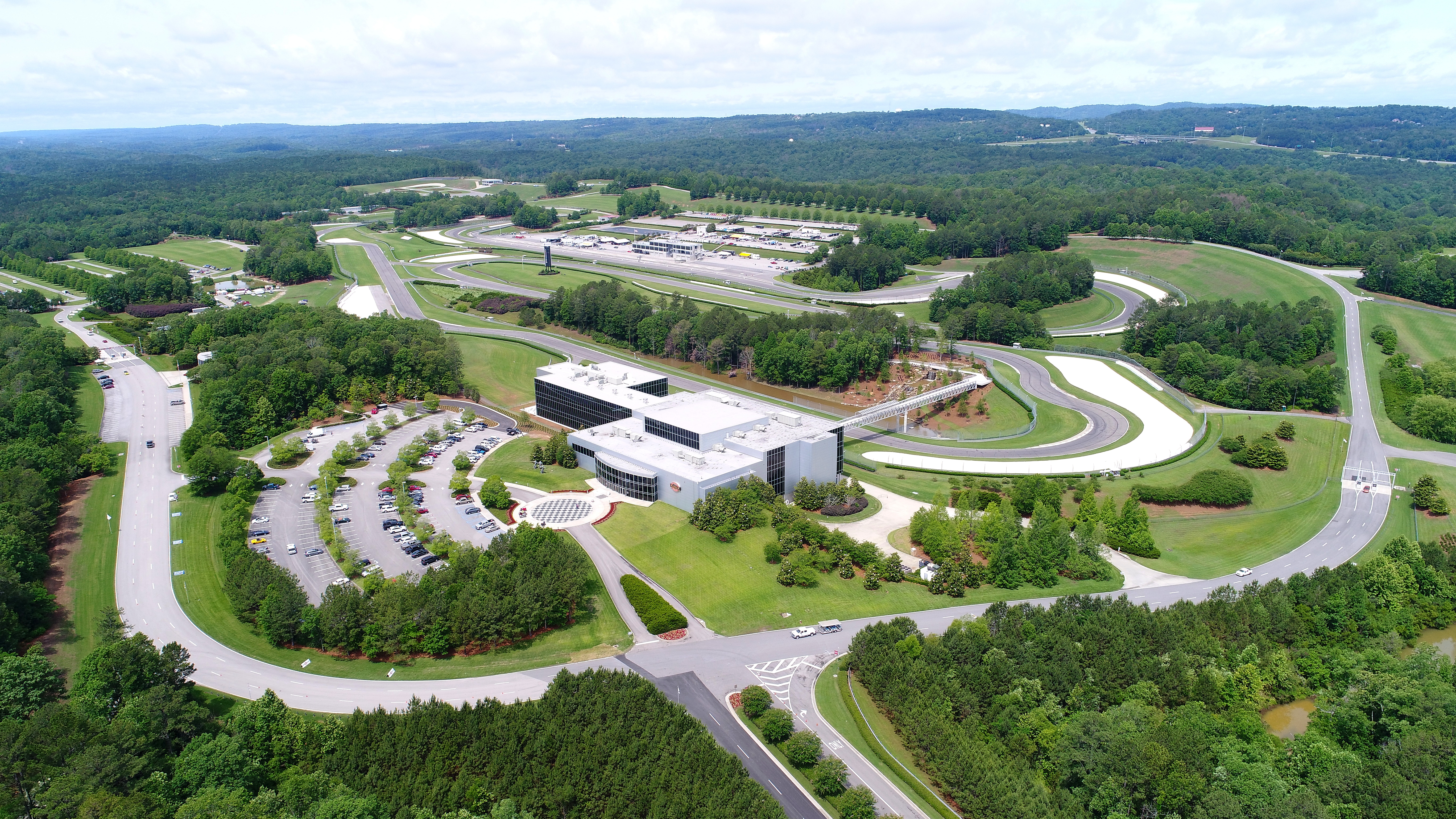
Barber Motorsports Park

Naast het circuit ligt het “Barber Vintage Motorsports Museum” dat zijn deuren opende op een andere locatie in 1994 en verhuisde naar de huidige locatie in 2003, het jaar waarop het circuit opende. Het museum heeft een collectie van meer dan 900 racewagens en motorfietsen.
Rond het circuit staan er een reeks sculpturen, onder meer een reeks grote stalen spinnen, libellen en leeuwen en een Sisyphos figuur, duwend tegen een rotsblok.

## Winnaars
Winnaars op het circuit voor een race uit de IndyCar Series.
| Jaar | Rijder            | Team                           |
| ---- | ----------------- | ------------------------------ |
| 2010 | Hélio Castroneves | Penske Racing                  |
| 2011 | Will Power        | Penske Racing                  |
| 2012 | Will Power        | Penske Racing                  |
| 2013 | Ryan Hunter-Reay  | Andretti Autosport             |
| 2014 | Ryan Hunter-Reay  | Andretti Autosport             |
| 2015 | Josef Newgarden   | CFH Racing                     |
| 2016 | Simon Pagenaud    | Penske Racing                  |
| 2017 | Josef Newgarden   | Penske Racing                  |
| 2018 | Josef Newgarden   | Penske Racing                  |
| 2019 | Takuma Sato       | Rahal Letterman Lanigan Racing |
| 2021 | Alex Palou        | Chip Ganassi Racing            |
| 2022 | Patricio O'Ward   | Arrow McLaren                  |